# 馬桶座

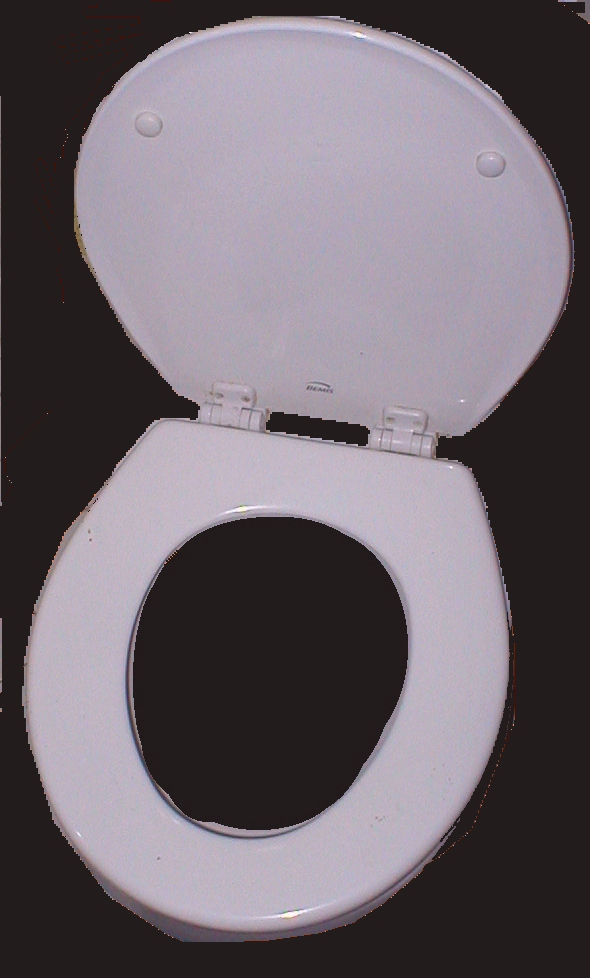
抽水馬桶的馬桶座圈

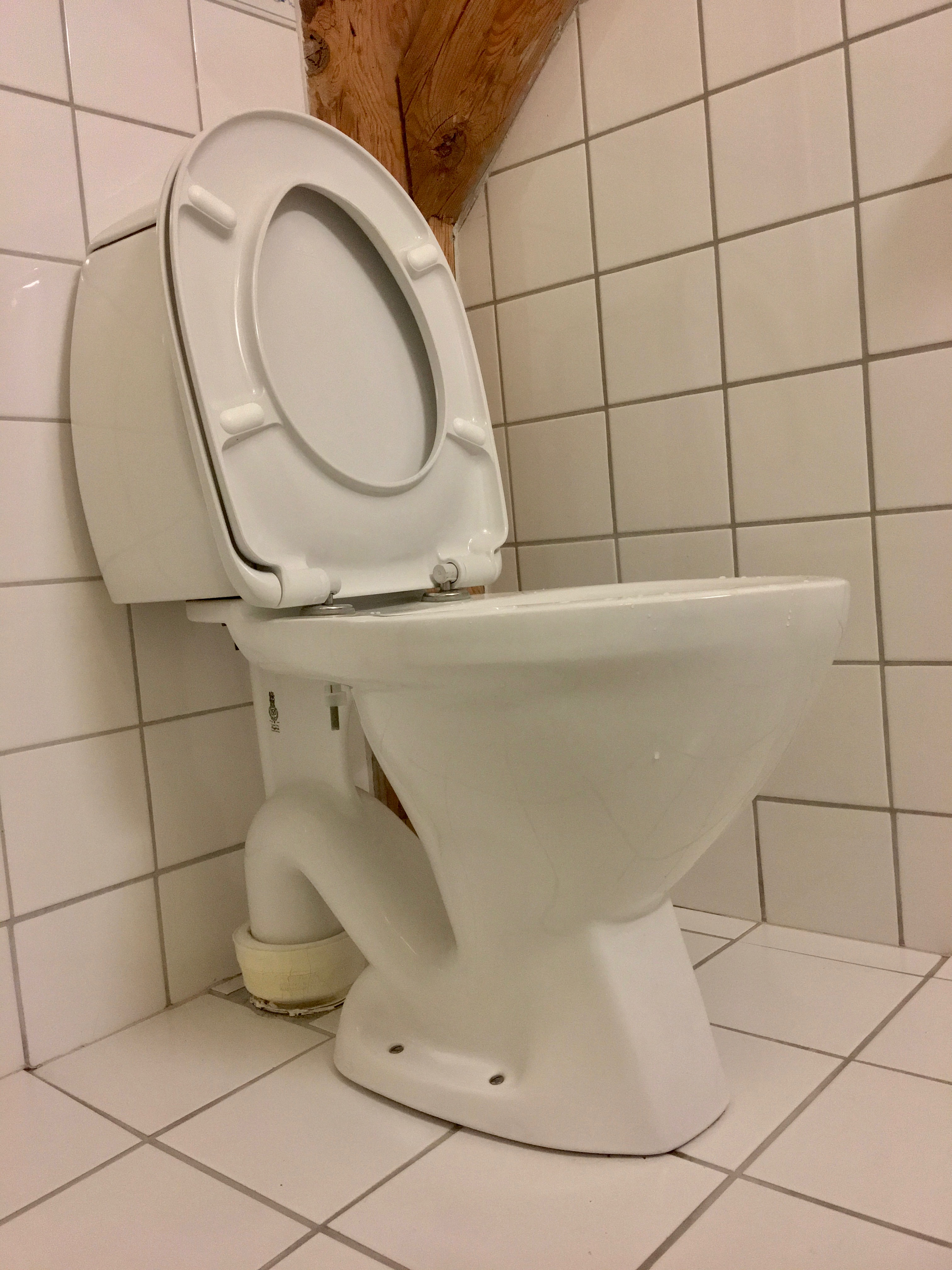
被豎起來的马桶座圈

馬桶座又稱马桶座圈，是抽水馬桶的一個部件，它通過鉸鏈的方式將馬桶蓋和一个圆形或椭圆形的圓環連接起來，馬桶座固定在抽水馬桶上，一般人們要坐在沖水馬桶時會坐在馬桶座上。马桶座圈一般都會帶有馬桶蓋，為减少异味，有人主張在不使用抽水馬桶時用馬桶蓋將馬桶蓋住。某些情况下馬桶座可能没有馬桶蓋。

## 用法
馬桶座圈通常有蓋子。蓋子經常處於打開狀態。不使用馬桶時，馬桶座圈和蓋子的組合可能會處於關閉狀態，因此至少在使用前必須將蓋子掀開。關閉蓋子可以防止小物件掉落、減少異味，或出於美觀目的在浴室內放置一張椅子。一些研究表明，關閉蓋子可以防止沖水時產生的氣溶膠（「馬桶煙柱」）擴散，而氣溶膠可能是疾病傳播的源頭之一。
根據使用者的性別和使用方式（小便或大便），座圈本身可以升起或放下。使用後是否應將座圈和蓋板放回原位一直是人們討論和輕鬆幽默的話題（通常不分性別），人們常認為，對男性來說，將座圈升起更高效，而對女性來說，放下則更體貼。 「正確答案」似乎取決於多種因素，包括廁所的位置（公共或私人）、使用者的人數（例如，女生聯誼會宿舍或兄弟會宿舍）以及/或個人或家庭的價值觀、觀點、偏好、約定或如廁習慣。
馬桶座圈通常並非直接靠在馬桶本身的陶瓷或金屬座體上，而是靠在鉸鏈以及固定在幾個位置的卡舌/墊片上。同樣，馬桶蓋也並非直接與座圈均勻接觸，而是被鉸鏈以及固定在幾個位置的卡舌/墊片托起。關閉馬桶時，這些區域可能會成為污水氣溶膠擴散的場所。

## 變體
馬桶座圈的款式和顏色多種多樣，可以根據馬桶本身的風格進行客製化。馬桶座圈通常根據馬桶的形狀進行設計：例如加長型馬桶座圈和標準型馬桶座圈。有些馬桶座圈配有緩降鉸鏈，以防止撞擊馬桶座圈，進而降低噪音。
有些馬桶座圈採用各種木質材料製成，例如橡木或胡桃木，而有些則採用柔軟材質，以增加舒適度。印有花卉或新聞紙等彩色圖案的馬桶座圈曾經一度流行。其他設計則採用透明塑膠製成，內嵌貝殼或硬幣等小裝飾物。馬桶座圈的價格差異很大。
馬桶蓋上的裝飾性織物套已經過時了。擁護者聲稱，它們可以讓馬桶更舒適地使用，並提供另一種裝飾浴室的方式。同時，批評者認為它們會帶來衛生問題，造成不必要的麻煩。
一些金屬馬桶，例如許多監獄裡的馬桶，有內置的無法拆卸的馬桶座圈，這樣囚犯就無法將其製成武器、盾牌或逃跑工具。

## 進一步閱讀
- Choi, Jay Pil.  (PDF). Economic Inquiry. 2011, 49: 303–309. S2CID 56146015. doi:10.1111/j.1465-7295.2009.00277.x.
- Siddiqi, Hammad, , Economics Bulletin, 12 October 2006, 28 (13): A0
- Nadler, Amos, , The Considerate Economist, 1 October 2010

## 外部連結
- An examination of the toilet seat up vs down scenario by Hammad Siddiqi
- Isotope Comics in San Francisco - home of the Comics Rockstar Toilet Seat Museum
- The Troublesome Toilet Seat: Up or Down? Three Schemes